# Strano il mio destino (Live & studio 95/96)
Strano il mio destino (Live & studio 95/96) è il primo album studio/live di Giorgia, registrato, come dice il titolo stesso, in parte dal vivo, durante il Tour Teatrale tenuto dalla cantante romana nel 1995, e in parte in studio. Il lavoro è stato pubblicato, su etichetta BMG, all'inizio del 1996, subito dopo la terza partecipazione consecutiva dell'artista al Festival di Sanremo, con la title track, Strano il mio destino, classificatasi al 3º posto, dopo il trionfo, con il brano Come saprei, l'anno precedente.

## Descrizione
Oltre al pezzo sanremese, scritto dalla stessa interprete, insieme al noto paroliere Maurizio Fabrizio, Strano il mio destino, che apre e dà parte del titolo all'intero disco, l'album, la cui produzione esecutiva complessiva è da attribuire a La Coccinella s.r.l. (che di lì a poco sarebbe diventata il label Dischi di Cioccolata s.r.l.), contiene un remix, posto invece in chiusura, anch'esso realizzato in studio, prodotto e arrangiato da Celso Valli, con la produzione artistica di Michele Torpedine, di uno dei brani all'epoca più conosciuti di Giorgia, E c'è ancora mare, che, congiuntamente a Come saprei, aveva trainato il suo precedente long playing, Come Thelma & Louise. La rivisitazione del pezzo è connotata come «Pulp Beat Version», in cui il termine «pulp» si riferisce in realtà allo studio di registrazione in cui è stato realizzato, e non a un presunto nuovo genere musicale, come in molti ancora credono.
Le altre cinque canzoni, collocate nella parte centrale, tra i due brani di studio che, uno all'inizio e l'altro alla fine, fanno da cornice, provengono invece dai concerti del Tour Teatrale portato in giro per l'Italia da Giorgia nel 1995. Si tratta, anche in questo caso, per lo più dei pezzi all'epoca più famosi di una stella ancora nascente, anche se già piuttosto affermata - e non solo per il successo a Sanremo: quando uscì il lavoro ibrido del 1996, tra le tante cose di cui la giovane cantante poteva già vantarsi c'erano, prime su tutte, i duetti con Luciano Pavarotti al «Pavarotti and friends» e il concerto tenuto in Vaticano, davanti al papa Giovanni Paolo II, nonché il duetto, per il singolo Vivo per lei, con un altro celebre tenore, Andrea Bocelli, anche lui rivelatosi al Festival di Sanremo, vincendo nella categoria delle Nuove Proposte, nel 1994, proprio lo stesso anno in cui tutti davano per favorita Giorgia, con il suo primo grande successo E poi, che, alla fine, invece, si classificò penultima tra i finalisti.
Data l'uscita del lavoro all'inizio della carriera, quando la cantante, anche se già affermata, non poteva certamente vantare un repertorio molto vasto, le 5 tracce dal vivo sono tutte rielaborazioni di canzoni originariamente inserite, nelle relative versioni studio, su Giorgia, il suo primo omonimo album (il medley tra Senza segreti e Nasceremo, i due brani più popolari del disco, e la stessa E poi), oppure cover di pezzi famosi di altri artisti: Nessun dolore di Lucio Battisti, in origine parte di un tributo al grande cantautore, poi inclusa anche sulla ristampa in CD del primo album Giorgia, Endless love, il celebre duetto interpretato prima da Diana Ross con Lionel Richie e poi da Mariah Carey con Luther Vandross, qui re-interpretata da Giorgia con Michael Baker, con cui la proponeva già durante i suoi concerti nei locali romani, dove presentava pezzi appartenenti al filone blues, come l'ultima traccia live qui rivisitata You don't know what love is.
Un'ultima menzione va al ruolo che Giorgia ha su questo album, sia nella composizione dei pezzi che nella cura degli arrangiamenti vocali, due aspetti della realizzazione più strettamente musicale delle sue canzoni, che di lì a poco entrerà nella sua fase più matura, soprattutto grazie all'incoraggiamento iniziale di Pino Daniele, nel successivo album del 1997, Mangio troppa cioccolata. Dopo aver scritto, assieme a Massimo Calabrese e Marco Rinalduzzi (conosciuti congiuntamente come "I Piloti", le due menti musicali dietro il grande successo del compianto compagno Alex Baroni), tutto il primo omonimo album, tra cui il gioiellino E poi, così come i due pezzi qui riproposti nell'unico medley, Senza segreti/Nasceremo, e dopo aver collaborato, nel suo secondo long playing, soltanto al trionfo sanremese, Come saprei, la cantante/interprete-Giorgia aveva quasi fagocitato l'autrice-Giorgia, che si riaffaccia qui, timidamente ma con decisione, sul mondo della composizione, in Strano il mio destino, scritta, come accennato, con Maurizio Fabrizio, assumendo invece il controllo totale sullo strumento a lei più congeniale, la voce: gli arrangiamenti vocali di tutti i brani sono infatti i suoi.

## Tracce
1. Strano il mio destino – 4:15 (Giorgia Todrani, Maurizio Fabrizio)
2. Senza segreti/Nasceremo (Live) – 4:55 (Giorgia Todrani, Marco Rinalduzzi, Massimo Calabrese)
3. Endless Love (feat. Michael Baker, Olivia McClurkin) (Live) – 7:40 (Lionel Richie)
4. Nessun dolore (Live) – 3:53 (Mogol, Lucio Battisti)
5. E poi (Live) – 5:43 (Giorgia Todrani, Marco Rinalduzzi, Massimo Calabrese)
6. You Don't Know What Love Is (Live) – 7:57 (G. DePaul, D. Raye)
7. E c'è ancora mare (Pulp Beat Version) – 4:57 (Celso Valli, Enzo Avitabile)

Durata totale: 39:20

## Crediti
- Giorgia: voce numero 1-7; arrangiamenti vocali numero 1-6
- Massimo Carpani: registrazione numero 1 @ Studi Fonoprint, Bologna
- Luca Bignardi: registrazione, missaggio numero 1, registrazione voce numero 7 @ Studi Fonoprint, Bologna
- Alfredo Golino: batteria numero 1
- Cesare Chiodo: basso numero 1
- Luca Orioli: programmazione suoni e computer numero 1
- Celso Valli: pianoforte acustico, tastiera numero 1; produzione, arrangiamenti numero 1, numero 7
- Michele Torpedine: produzione artistica numero 1, numero 7; manager numero 2-6
- La Coccinella s.r.l.: produzione esecutiva numero 1-7
- Luca Cersosimo, Enrico La Falce: remix numero 7 @ Multiart Centre «Pulp» Studio, Milano
- D'Alessandro & Galli: produzione live tour 1995
- Michael Baker: batteria, voce numero 2-6 (duetto in numero 3)
- Rickey Minor: basso elettrico, basso sintetico, direzione musicale numero 2-6
- Vernon «Ice» Black: chitarra elettrica, chitarra folk numero 2-6
- Mark Swenson: chitarra acustica 1-4-5 Arrangiamenti chitarra
- Fabrizio Capecchi/Fabio Canzian/ chitarre elettriche
- James Raymond: tastiera numero 2-6
- Rosario Giuliani: sax alto numero 6
- Pattie Howard, Angela Baggi: cori
- Olivia McClurkin: cori numero 2, numero 4-6 e voce in numero 3
- John Ryan: fonico numero 2-6
- Serse Man: editing e masterizzazione
- Stefano Steo Zacchi per Showbiz Arts & Graphics, Bologna: direzione artistica e design
- Laura Camia: foto
- Steve: foto live
- Maria Laura Antonelli: foto retro copertina
- Luciano Squeo: trucco
- Rino Balducci: parrucchiere

## Classifiche
| Classifica (1996) | Posizione massima |
| ----------------- | ----------------- |
| Italia            | 2                 |